# Affärsstrategerna
Affärsstrategerna AB var ett svenskt riskkapitalbolag, som grundades 1988 av Claes-Göran Fridh och tidigare var noterat på Stockholmsbörsen. 
Företaget i investerade i entreprenörer, uppfinnare eller forskare med unika idéer. Det har grundat och/eller noterat ett flertal bolag, bland andra Artema Medical AB, Artimplant AB,Game Design AB, Megacon AB, Fingerprint Cards AB, Ray Search Laboratories AB, Optosof AB, Wireless solution AB, Alpha Helix Molecular Diagnostics AB, Innate Pharmaceuticals AB, More-Invest GmbH, Samba Sensors AB, Photometric AB, SchoolSoft AB, Starlounge AB och Munax AB. 
Strategisk Holding Sverige AB, också med Claes-Göran Fridh som vd, köpte 2009 ut bolaget från börsen.
Omsättningen var 2015 456.000 kronor.
Konkurs inleddes den 1 augusti 2016.